# 强迫型人格障碍
强迫型人格障碍（obsessive–compulsive personality disorder；OCPD）或强迫型人格，是一种人格障碍，患者追求规则、整洁、掌控，完美主义、按部就班。大众日常常说的含幽默自嘲意的“强迫症”，其实并非指强迫症，恰恰就是指强迫型人格；这是两种有相似之处但完全属不同大类的疾病。与强迫症患者不同，强迫型人格障碍患者通常认为自身的行为是正确及理性的。
强迫型人格障碍是一种慢性而僵化的极端完美主义表现。此类人群对秩序、整洁和细节有极高要求，并且对周边的人与环境有很强的控制欲望，因此在一定程度上影响到人际交往。他们难于放松，总会计划好做事的每一个细节。强迫型人格障碍在总人口中大约有1%的发生率；精神病科门诊中大约有3% - 10%是此类人格。其在男性中发生率是女性的两倍。

## 诊断

### 症状
强迫型人格障碍的主要症狀包括念念不忘且注重微小細節、遵守規則及規定、製作明細表及時間表的衝動、以及對信念的頑固或執著及/或顯現會阻礙工作完成的完美主義（即因無法達到自己過分嚴格的高標準而無法完成任務），該症狀可能造成個人工作及社交功能的極端困擾及障礙。 根據國立精神衛生學院，多數患者會花費他們的早年生活在避免症狀發生及開發技巧以避免處理這些惱人的問題。
相當高比例的强迫型人格障碍患者被發現伴隨有強迫症，估計約在23%到32%，例如對細節的完美主義、囤積及專注(强迫型人格障碍的三大特徵)被發現在强迫症(簡稱OCD)的病人身上，但未出現在無OCD的人身上，這顯示强迫型人格障碍與強迫症有特別關聯性。

#### 強迫
部份患者會顯現強迫性潔癖，此一特徵並不會與家事的效率混淆，但過份專注於細節反而可能使日常生活的行為難以完成。雖然強迫性行為某種程度可做為控制焦慮的方法，但仍會造成緊張，在強迫性囤積症的案例中，對於有效打掃家裡的專注可由囤積狂所欲整理的雜物的數量所阻礙。
對於有此障礙的人來說，對自己及他人的動作或行為易於被極端化，亦即對與錯，很少或沒有中間地帶，可以預期的，這樣的固執會造成人際關係的緊張、挫折，有時會轉成憤怒甚至暴力，這被稱為抑制解除（disinhibition）。帶有强迫型人格障碍的人常易有悲觀傾向及/或憂鬱的基本形式，這有時會因為自殺的風險而變得嚴重，確實有研究指出人格特質障礙是精神病發病的重要基礎，他們可能造成比一個重性憂鬱事件更多的功能性問題。

### DSM
1. 費心於規則、次序、不重要的細節，企圖維持掌控一切的感覺，反失去活動的重點。
2. 追求絕對完美，甚至使工作計划永遠無法完成。
3. 過度投身於工作事業，因而放棄休閒活動與友誼。
4. 對道德、倫理或價值觀的事物，表現得過份誠實(overconscientious)、無彈性。(如果能以此人文化或宗教認同解釋則不算。)
5. 不願拋棄舊物，即使已毫無感情價值。
6. 拒絕將任務授權或與他人共事。
7. 認為必須盡量節儉為將來可能的災難準備 。
8. 有處事僵化而頑固的特徵。

## 病因

### 生物学
DNA研究指出强迫型人格障碍具有家族性傾向，兩個研究指出帶有DRD3基因之特定型態之人具有發展成强迫型人格障碍及憂鬱的高度可能性，特別是男性，然而基因伴隨可能處於睡眠狀態，直到那些有强迫型人格障碍傾向的人被生活中的事件所激發，這些事件可能包括童年時的創傷，如身體，情緒或性的虐待，或其他形態的心理創傷。

## 伴生疾病

### 与强迫症的区别
OCD是焦慮症的一種，裡面了包含兩種病癥，分別是強迫觀念(Obsessions)和強迫行為(Compulsions)。擁有強迫觀念的人，會持續不斷的重複一種想法，並企圖去忽略或鎮壓這些想法，或用其他想法行為去抵銷現在的想法。而那些用來取締強迫觀念中的想法，就是強迫自己去不停重複做一些行為 (例如: 不停地洗手)或心理行為 (例如: 小聲地重複某些詞語)，也就是強迫行為(Compulsions)。通過這些來達到防止或減少他的焦慮或壓力。但這些行為並不會與現實生活有關聯。
而OCPD則是人格障礙的一種，這類人會對周遭的一切都有極高的要求，並要求完美。此外他們擁有很強的控制欲，希望一切都控制在自己手中，拒絕授權於別人或與他人一起工作。固執和死板的性格也會令身邊的人感到反感，缺乏社交溫暖，也導致患者很難放鬆自己和享受生活。與OCD最大的不同，就是OCPD病人會堅信自己做的是正確及理性的，是會對身邊的人事物直接造成影響的。相對來說，OCD是一個比較個人的病，患者只會不停折磨自己來達到舒緩焦慮的狀況。

## 治疗
同理與陪伴和適度與之抗衡可以令症狀較輕

## 扩展阅读
- Baer, Lee. (1998). "Personality Disorders in Obsessive–Compulsive Disorder". In Obsessive–Compulsive Disorders: Practical Management. Third edition. Jenike, Michael et al. (eds.). St. Louis: Mosby.
- Freud, S. (1959, original work published 1908).Character and Anal Eroticism, in The Standard Edition of the Complete Psychological Works of Sigmund Freud, 9, 170–71.  James Strachey, ed.  London:   Hogarth. ISBN 978-0-7012-0067-1 ISBN 0-7012-0067-7
- Jenike, Michael.  (1998). "Psychotherapy of Obsessive–compulsive Personality". In Obsessive–Compulsive Disorders: Practical Management. Third edition. Jenike, Michael et al. (eds.). St. Louis: Mosby.
- Kay, Jerald et al. (2000). "Obsessive–Compulsive Disorder". In Psychiatry: Behavioral Science and Clinical Essentials. Jenike, Michael et al.  Philadelphia: W. B. Saunders.
- MacFarlane, Malcolm M. (ed.) (2004). Family Treatment of Personality Disorders. Advances in Clinical Practice.  Binghamton, NY: The Haworth Press.
- Penzel, Fred. (2000). Obsessive–Compulsive Disorders: A Complete Guide to Getting Well and Staying Well. Oxford University Press, USA. MPN 0195140923
- Ryle, A. & Kerr, I. B. (2002).  Introducing Cognitive Analytic Therapy: Principles and Practice. Chichester: John Wiley & Sons. ISBN 978-0-470-85304-7.
- Salzman, Leon. (1995).Treatment of Obsessive and Compulsive Behaviors, Jason Aronson Publishers. ISBN 1-56821-422-7